# سیارک ۱۱۴۵۰
سیارک ۱۱۴۵۰ (به انگلیسی: 11450 Shearer، نامگذاری:1979QJ1) یازده هزار و چهارصد و پنجاهمین سیارک کشف شده‌است که در ۲۲ اوت ۱۹۷۹ کشف شد.
قدر مطلق سیارک برابر ۱۴٫۵۰ است.